# Planken Wambuis
Planken Wambuis is een natuurgebied op de Veluwe dat grotendeels is begroeid met bos en heide. Een deel bestaat nog uit open stuifzand. In het gebied liggen ook oude landbouwgronden, enkele grafheuvels en het gehucht Mossel.

## Algemeen
Het natuurgebied is 2123 ha groot en is in beheer bij Natuurmonumenten. Het ligt in de gemeente Ede, ten westen van Nationaal Park De Hoge Veluwe. Het wordt deels begrensd, deels doorsneden door doorgaande wegen: N224, N310 en A12. Door ecoducten is de ecologische verbinding met aangrenzende gebieden verbeterd. Het ecoduct Jac. P. Thijsse over de A12 zorgt voor een verbinding met Reijerscamp in het zuiden en ecoduct Oud Reemst over de N310 zorgt voor verbinding met de Hoge Veluwe in het oosten. Het gebied is vrij toegankelijk op wegen en paden, met uitzondering van het rustgebied. Er zijn meerdere wandelroutes en enkele fietspaden door het gebied. Het hoogste punt ligt in het noordwesten op 50,3 m boven NAP en ligt op uitkijkpunt Valenberg. Hier kijkt men uit over een heidedal met uitzicht op Kootwijk, Otterlo en Arnhem. Andere uitzichtpunten liggen bij Oud-Reemst, Nieuw-Reemst (een uitkijkpunt en een wildkijkscherm) en Mossel.

## Geschiedenis
In Planken Wambuis komt al lange tijd bewoning voor; de oude landbouwgronden rond boerderij de Mossel zijn al vanaf ongeveer 1500 in gebruik. De geschiedenis van het gebied is nauw verbonden met het Kasteel Rosendael. Dit was ooit het bezit van de graven en hertogen van Gelre. Sinds 1536 is het bijna vier eeuwen zonder onderbreking in het bezit geweest van een adellijke familie. De opbrengsten van Planken Wambuis (o.a. uit pacht van de boerderijen en houtverkoop) kwamen ten goede aan het kasteel. In 1934 verwierf een beleggingsmaatschappij het gebied van de familie Van Pallandt, de laatste eigenaren van Kasteel Rosendael. In 1980 werd Planken Wambuis door het rijk aangeschaft en aan Natuurmonumenten geschonken ter gelegenheid van hun 75-jarig jubileum.

## Flora en fauna
Het bos bestaat grotendeels uit grove dennen die oorspronkelijk zijn aangeplant om het stuifzand te beteugelen. Ongeveer 700 ha is spontaan bos en kan zich natuurlijk ontwikkelen (is tevens rustgebied). Dit omvat ook het Oude Hout, een zeldzaam oud Veluws eikenhakhoutbos dat al in middeleeuwse bronnen zo vermeld wordt. De beukenlanen dateren uit het midden van de 19e eeuw. In de bossen leven wilde zoogdieren als edelhert, ree, wild zwijn, vos, das en boommarter. Een gedeelte van het bos- en heidegebied wordt begraasd door halfwilde newforestpony's en sayaguesa-runderen. De heide wordt ook kleinschalig geplagd om vergrassing tegen te gaan.
Planken Wambuis geldt als zeer vogelrijk. Er komen raven voor en vijf soorten spechten: de zwarte specht, groene specht, grote en kleine bonte specht en draaihals. Op de heide en het onbegroeide stuifzand (Mosselse Zand) broeden bijzondere soorten als nachtzwaluw, boomleeuwerik, duinpieper en tapuit. Hier komen ook zandhagedis en gladde slang voor.
Een uitgebreide studie over de jaren 1974-2009 toont aan dat nachtzwaluw, boomleeuwerik en roodborsttapuit in aantal toenemen. Daartegenover staat een zorgwekkende daling in het aantal broedparen kleine roofvogels als sperwer, torenvalk en boomvalk.

## Toponymie
De naam Planken Wambuis is afkomstig van een oude herberg in dit gebied die in 1782 werd gebouwd. Voor de betekenis van de naam zijn diverse verklaringen in omloop. De naam zou verwijzen naar een oude houten hut of naar een wambuis (een houten kledingstuk waarin je je niet bewegen kunt). Ook zou planken wambuis een eufemisme zijn voor een doodskist. De waarschijnlijkste verklaring is dat het veel voorkomende woord wambuis als plaatsaanduiding wel is afgeleid van het kledingstuk, maar hier staat voor een eenvoudig bouwwerk. De naam van de oorspronkelijke plattelandsherberg is later als aanduiding voor het hele gebied gaan gelden; voorheen werd dit als Reemsterveld aangeduid. Het huidige restaurant Planken Wambuis is in 1926 gebouwd op de plaats van de oude herberg.

## Afbeeldingen

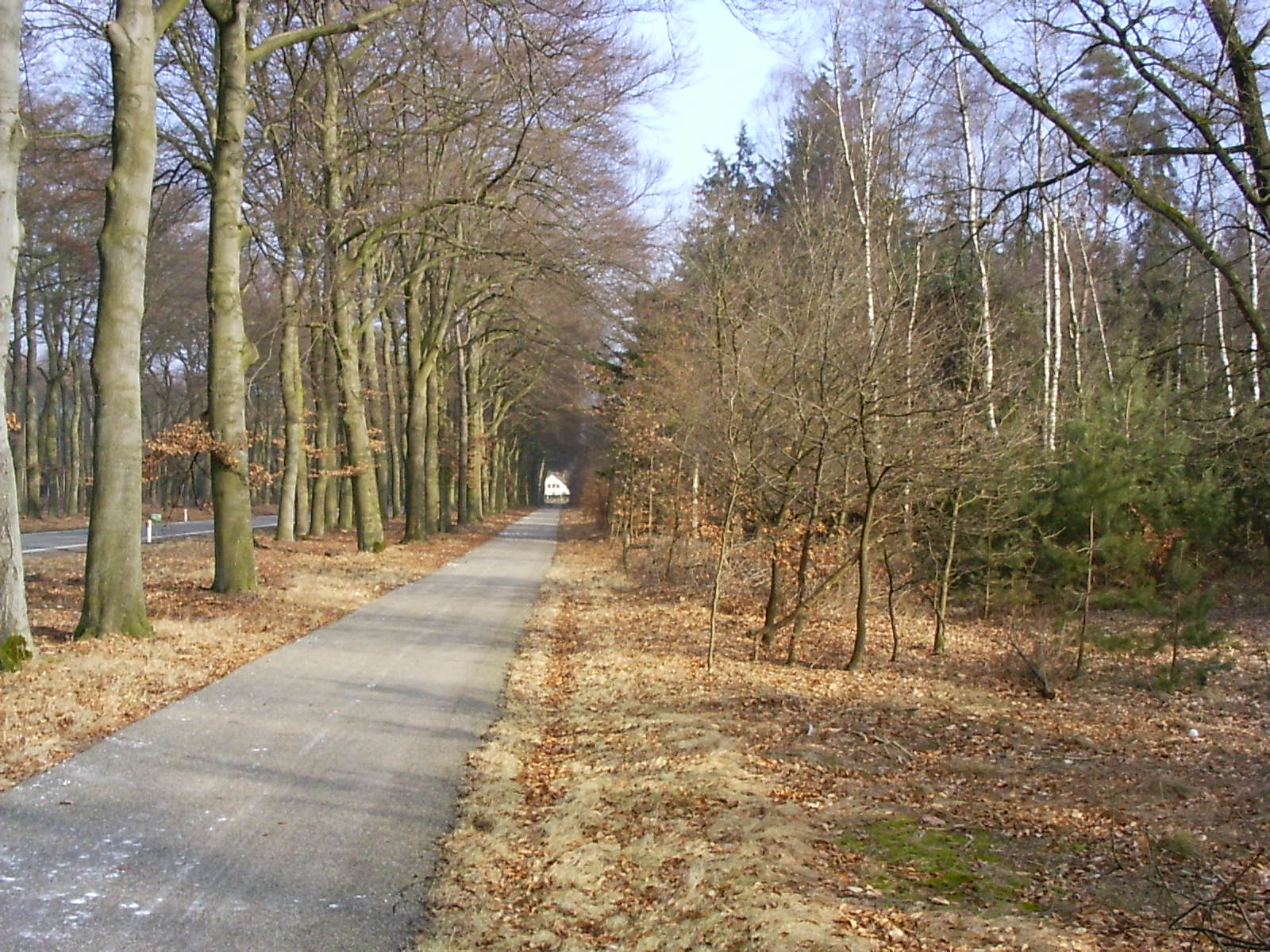
De N224 doorsnijdt Planken Wambuis.
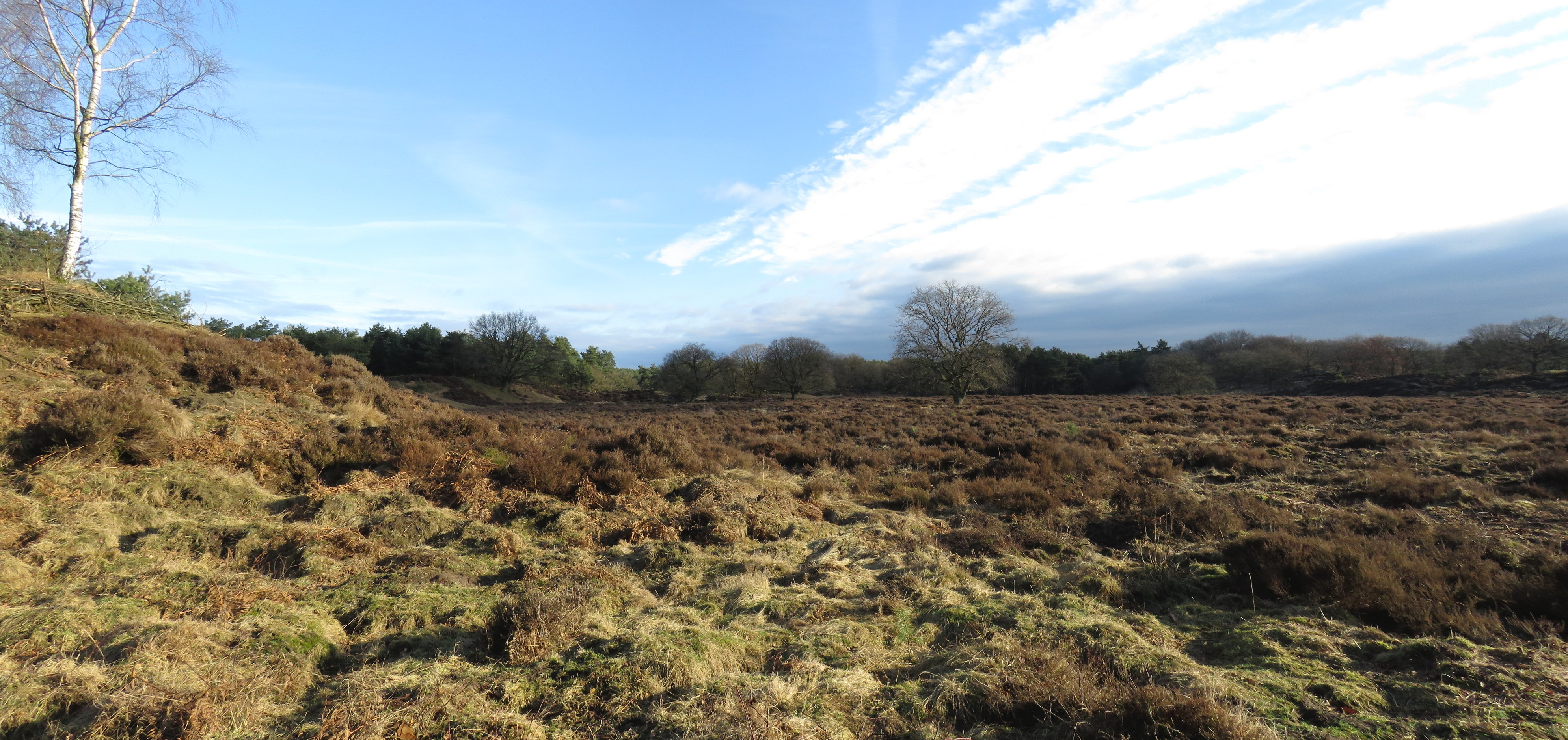
Nieuw Reemst
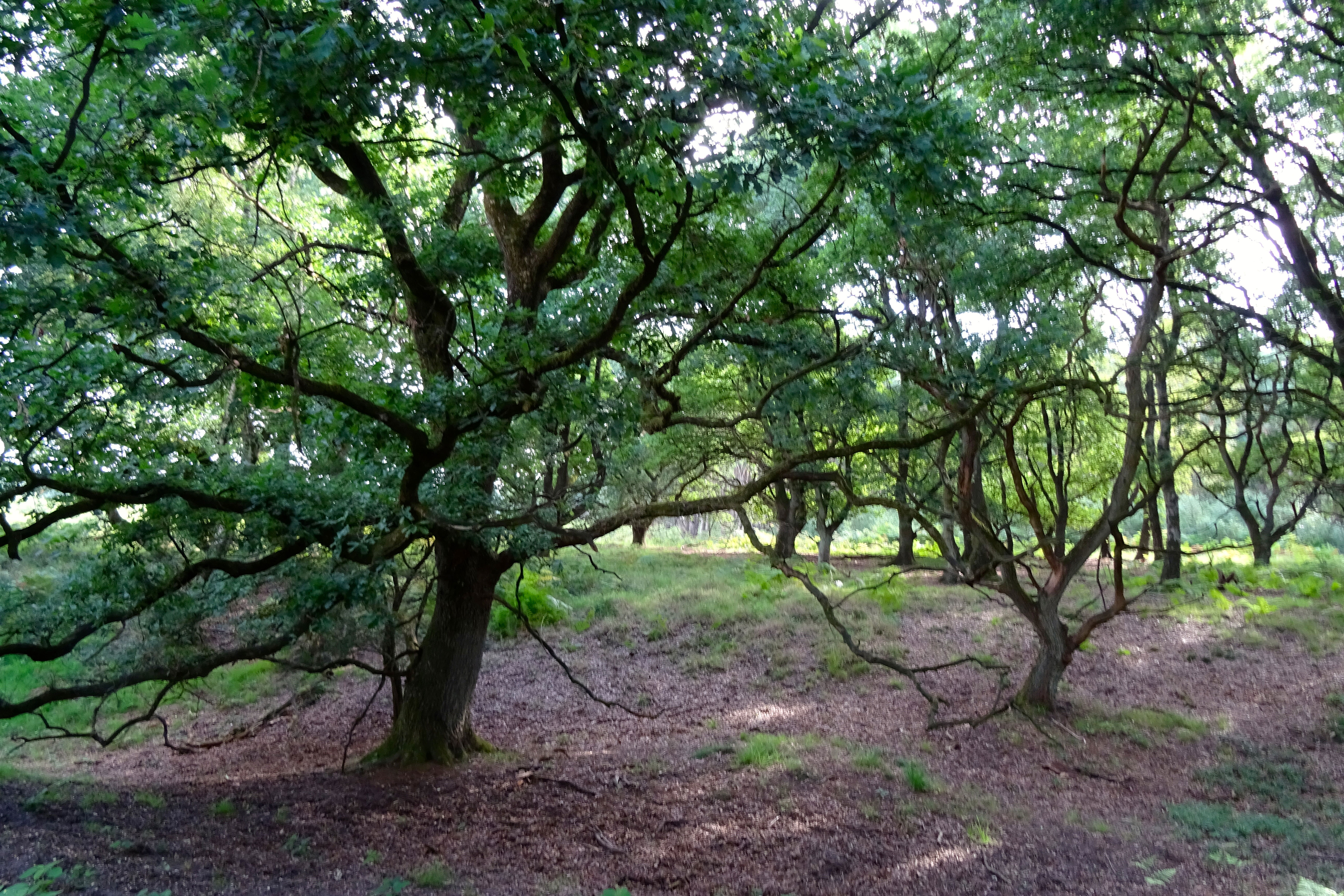
Het Oude Hout in Planken Wambuis
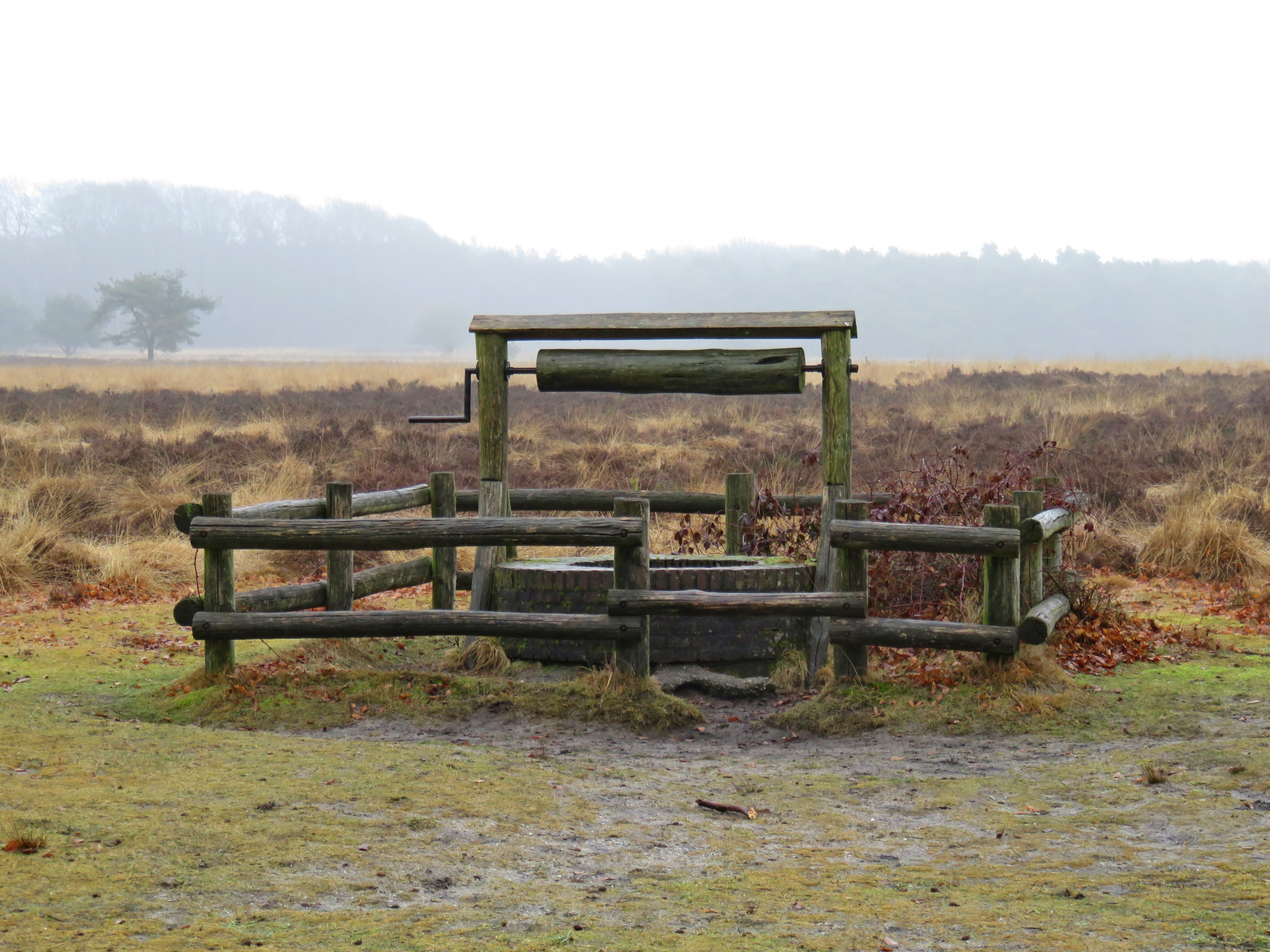
Oude waterput in Planken Wambuis
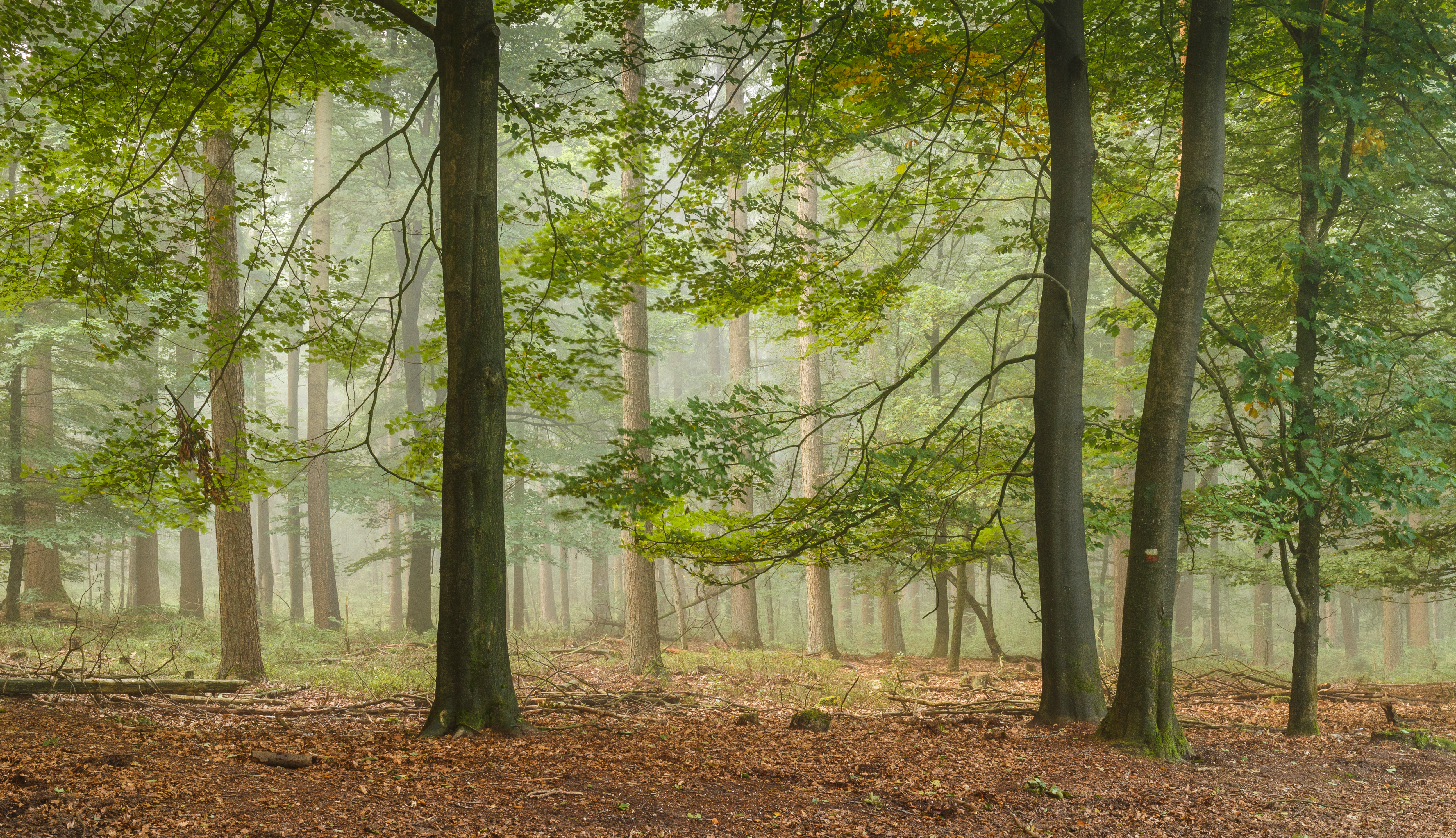
Ochtendmist hangt over Planken Wambuis.